# Озерки 1-е
Озерки 1-е — деревня в Воловском районе Тульской области России.
В рамках административно-территориального устройства входит в Садовый сельский округ Воловского района, в рамках организации местного самоуправления включается в Двориковское сельское поселение.

## География
Расположена в 10 км к югу от районного центра, посёлка городского типа Волово, в 85 км к юго-востоку от областного центра, г. Тулы. 
На востоке деревня примыкает к посёлку Ялта и к посёлку станции Караси с железнодорожной станцией Караси.

## Население
| 2002 | 2010 |
| ---- | ---- |
| 154  | ↘133 |